# Georg Thomas von Berchner
Georg Thomas von Berchner, född 1642 Dringen i Tyskland, död 5 januari 1705 på Norrhammars Bruk, Svärta socken, Södermanland, var en tysk-svensk brukspatron.
Han var gift med Elisabet Störning (1645–1700) som var dotter till bruksägaren Gerdt Störning. Paret fick sex barn där dottern Catharina (1672–1769) utmärkte sig som en framgångsrik brukspatron, och sonen brukspatron Gerhard (1670–1729) som donerade föremål till Krokeks kyrka samt dottern Brita som efter att hon blev änka efter Carl Rosenholm blev brukspatron på Lassåna bruk.
Han invandrade till Sverige från Tyskland och började som bokhållare vid sin blivande svärfaders bruk och i samband med sitt giftermål blev han brukspatron vid bruket. Han adlades 1691 och introducerades 1693, under nummer 1235.
Berchner är begravd i Nyköpings Sankt Nikolai kyrka, där hans vapen sattes upp.